# Лена (станция)
Ле́на — станция Восточно-Сибирской железной дороги в городе Усть-Куте Усть-Кутского района Иркутской области.
Относится к Северобайкальскому региону Восточно-Сибирской железной дороги. Находится на 720 километре Байкало-Амурской магистрали.
Станция названа по реке Лена, что в переводе с эвенкийского (Елюенэ, Енэ; ср. Енисей) означает «большая река». Якутские и бурятские названия (Орюс, Зулхэ, Зулхэ-мурэн) также переводятся как «большая река».
Здание вокзала построено в 1954 году. В этом же году слиянием посёлков Осетрово и Усть-Кут образован город Усть-Кут, центром которого стала площадь перед вокзалом.
До 1989 года была конечной станцией участка Тайшет — Лена Восточно-Сибирской железной дороги. Строительство БАМа от станции началось в 1974 году, но первый поезд по БАМу пришёл в Усть-Кут лишь в 1987 году.
До 1996 года была смежной станцией Восточно-Сибирской железной дороги и Байкало-Амурской железной дороги, 1996 году Северобайкальское отделение Байкало-Амурской ЖД было включено в состав Восточно-Сибирской ЖД как регион.
Со станции отправляется самый длинный в России пригородный маршрут Усть-Кут — Вихоревка протяжённостью 454 км, который электропоездом преодолевается за 12 часов.
В СССР планировалось строительство железнодорожных путей из Лены через Киренск и Непу в Ленек и в Иркутск через Жигалово.

## История
Инженерно-изыскательские работы на будущей железной дороге Тайшет — Лена были начаты до Первой мировой войны. Работы возобновились в 1932 году, когда лётчик Леонард Крузе на самолете «СССР Ж-1» провел аэрофотосъёмку. К строительству приступили в 1938, которое было прервано Второй мировой войной и возобновилось в 1946 году. Первый поезд пришёл на конечную станцию Лена в 1950 году. Дорога полностью сдана в эксплуатацию в 1958 году.

## Дальнее сообщение
По состоянию на июнь 2018 года через станцию проходят следующие поезда дальнего следования:

### Круглогодичное движение поездов
| № поезда | Маршрут движения             | № поезда | Маршрут движения             |
| -------- | ---------------------------- | -------- | ---------------------------- |
| 71       | Северобайкальск — Улан-Удэ   | 72       | Улан-Удэ — Северобайкальск   |
| 75       | Нерюнгри — Москва            | 76       | Москва — Нерюнгри            |
| 91       | Северобайкальск — Москва     | 92       | Москва — Северобайкальск     |
| 97       | Тында — Кисловодск           | 98       | Кисловодск — Тында           |
| 347      | Северобайкальск — Красноярск | 348      | Красноярск — Северобайкальск |

### Сезонное движение поездов
| № поезда | Маршрут движения        | № поезда | Маршрут движения        |
| -------- | ----------------------- | -------- | ----------------------- |
| 229      | Северобайкальск — Анапа | 230      | Анапа — Северобайкальск |
| 235      | Тында — Анапа           | 236      | Анапа — Тында           |
| 273      | Северобайкальск — Адлер | 274      | Адлер — Северобайкальск |